# 4920 Gromov
4920 Gromov este un asteroid din centura principală, descoperit pe 8 august 1978 de Nikolai Cernîh.